# NAMD
NAMD (NAnoscale Molecular Dynamics) — бесплатная программа для молекулярной динамики, написанная с использованием модели параллельного программирования Charm++, обладающей высокой эффективностью распараллеливания и часто используемой для симуляции больших систем (миллионы атомов). Программа была создана совместно Группой Теоретической и Вычислительной Биофизики (TCB) и Лабораторией параллельного программирования (PPL) из Иллинойсского университета в Урбане и Шампейне.
Программа была анонсирована в 1995 г Нэльсоном и др. как параллельная программа для молекулярной динамики, включающая интерактивное моделирование, связанное с программой визуализации VMD. Программа поддерживает мультипроцессорность, возможность использовать для расчетов графические процессоры (технология CUDA).